# Hausen (westfälisches Adelsgeschlecht)

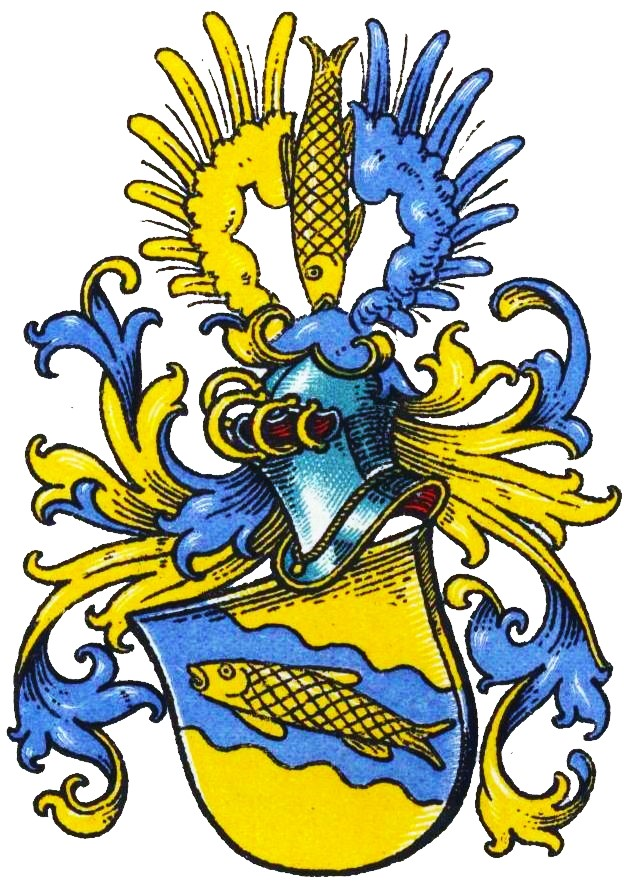
Wappen derer von Hausen im Wappenbuch des Westfälischen Adels

Hausen (in frühen Zeiten auch Husen o. ä.) ist der Name eines erloschenen westfälischen Adelsgeschlechts.
Die Familie ist zu unterscheiden von mehreren gleichnamigen oder namensähnlichen Familien, u. a. den hessischen Hausen, den lothringisch-sächsischen Hausen, den thüringischen Hausen, den westfälischen Husen oder den fränkischen Husen.

## Geschichte
Das Geschlecht saß zu Hamm in der Grafschaft Mark.
1431 erscheint ein Johann von Hausen, 1493 ein weiterer Johann von Hausen mit Hilleke von Osten, seiner Frau. Im 16. Jahrhundert treten u. a. Johann von Hausen, Landkommissar, Hermann von Hausen, sein Bruder, Bürgermeister zu Hamm, und Gertrud von Hausen, verheiratet mit Evert von Eberswin, auf. Catharina von Hausen heiratete 1565 W. E. Rödinghausen. Johanns Frau, Elseke von Rödinghausen, verstarb am 14. Oktober 1569. Helene von Hausen heiratete 1600 Ottmar von Rödinghausen.
Die Familie saß 1600–1730 zu Beck und 1699 zu Hamm und Kettinghausen. Erster Herr von Haus Beck war Johann von Hausen, Sohn des Hammer Bürgermeisters Hermann von Hausen, der in der ersten Hälfte des 17. Jahrhunderts lebte. Johanns Enkel Diedrich von Hausen heiratete Maria Helena von Brüninghausen und gelangte auf diese Weise in den Besitz des Gutes Kettinghausen in Westerbönen. Dieses war noch 1804 mit Haus Beck verbunden.
Die Familie erlosch im Mannesstamm mit dem Tod von Ludwig von Hausen im Jahr 1895.
Nach einem der Hammer Bürgermeister aus der Familie wurde in Pelkum der Johann-von-Hausen-Weg benannt.

## Stammfolge
Folgende Stammliste wurde von Johann Dietrich von Steinen und Anton Fahne veröffentlicht:
- Hermann von Hausen (urkundlich 1520–1556) ⚭ Elseke Rödinghausen († 1576), Tochter von Johann Rödinghausen und Carda von Brüninghausen
  - Johann von Hausen († 1590), 1571 Bürgermeister Hamm, ⚭ Agnes von Brünninghausen
    - Hermann von Hausen, Bürgermeister von Hamm, lebte noch 1629, ⚭ 1600 Catharina von Buttel
      - Johann von Hausen zu Haus Beck ⚭ Anna Maria von Rödinghausen, Tochter von Johann von Rödinghausen und Anges von Brüninghausen
        - Johann von Hausen ⚭ 1655 Maria Elisabeth von Brüninghausen, Tochter von Johann von Brüninghausen und Anna Maria von Walrabe
          - Johann von Hausen
          - Hermann von Hausen
          - Agnes von Hausen (unverheiratet)
          - Philipp Johann von Hausen
          - Henrich Diedrich von Hausen zu Haus Beck ⚭ I. Maria Helena von Brüninghausen, Erbin des Guts Kettinghausen, ⚭ II. Catharina Benedicta von Eberschwein, Witwe von Elbracht
            - aus Ehe I.: Clara Helena von Hausen, jung verstorben
            - aus Ehe II.: Johann Gottfried Wilhelm von Hausen (* 1699), Herr zu Haus Beck und Kettinghausen, ⚭ I. 1734 Sophia Charlotte Sibille von Reden zu Pattensen, Tochter von Niclas Evert von Reden und Amalia Sophie von Exterden, ⚭ II. 1738 Sophie Wilhelmina Maria Elisabeth von der Berschwordt
              - aus Ehe I.: Sophia Margretha Anna Conradina von Hausen (* 1735)
              - aus Ehe I.: Elisabeth Christine Helene Caroline von Hausen (* 1736), jung verstorben
              - aus Ehe II.: Florentina Johanna Theodora Ernestina von Hausen (* 1739)
              - aus Ehe II.: Johann Conrad Gottfried Eugenius von Hausen (* 1740)
              - aus Ehe II.: Gottfried Adolf Wilhelm von Hausen (* 1741), Offizier im Infanterieregiment No. 9 in Hamm und Soest, Landrat im Kreis Wetter, ⚭ 1785 mit Anna Christina Conradina Jacobi
                - Dorothea Justina Louisa Friederica von Hausen (* 1789)
                - Friderica Eleonora Heinrietta von Hausen (* 1792)
                - Godfried Wilhelm Ludwig Heinrich Theodor von Hausen (* 1794)
                - Friedrich Leonhard Christian Ludewig von Hausen (* 1798)

              - aus Ehe II.: Francelina Elisabeth Justina von Hausen (* 1743), jung verstorben
              - aus Ehe II.: Wilhelmnine Maria Luise von Hausen (* 1745)

          - Anna Elisabeth von Hausen (1668–1731) ⚭ 1694 Otto Gert von Klotz († 1715), Soester Bürgermeister 1706–1708, 1712–1715

        - Catharina von Hausen ⚭ Nicolaus von der Berschwordt

      - Maria von Hausen (* 1601)

    - Maria von Hausen ⚭ Georg von Rödinghausen
    - Clara von Hausen (* 1570) ⚭ Willebrand Plönies

  - Catharina von Hausen ⚭ I. Christoph von Rödinghausen, ⚭ II. 1565 Johann von Lemgow
  - Elseke de alde Moder to Rinern († 1590)

## Persönlichkeiten
- Johann von Hausen, 1571 Bürgermeister Hamm
- Johann von Hausen, 1599, 1611, 1617 Bürgermeister Hamm
- Hermann von Hausen, 1611 Bürgermeister Hamm
- Johann von Hausen, 1649 Bürgermeister Hamm

## Wappen
Blasonierung des Redenden Wappens: In Gold ein schrägrechter blauer Fluss, in dem ein goldener Fisch (Hausenfisch) schrägrechts schwimmt. Auf dem Helm mit blau-goldenen Helmdecken (rechts) ein goldener und ein blauer Flügel, dazwischen der goldene Fisch mit dem Kopf nach unten.
In einer Abwandlung des Stammwappens siegelte der Hammer Bürgermeister Hermann von Hausen 1605 mit einem schrägrechts geteilten Schild, unten mit Wellen, oben mit einem Fisch.